# Aa (Holandia)
Aa – niewielka rzeka płynąca w Holandii. Ma źródło w pobliżu Meijel w południowo-wschodniej prowincji Limburgii, w regionie Peel. Aa płynie przez północno-zachodnią część prowincji Noord-Brabant w kierunku ’s-Hertogenbosch, mniej więcej wzdłuż kanału Zuid-Willemsvaart. W ’s-Hertogenbosch, w wyniku połączenia biegu rzek Aa i Dommel, powstaje w konsekwencji rzeka Dieze, która następnie wpada do Mozy kilka kilometrów dalej.
Do głównych miast leżących wzdłuż Aa należą Asten, Helmond, Veghel i ’s-Hertogenbosch.